# جو فریزیر
جو فرِیزیر (به انگلیسی: Joe Frazier) که در ایران به نام جو فریزر معروف است یکی از بوکسورهای جنجالی دهه ۷۰ آمریکاست که قهرمان بلامنازع سنگین‌وزن بوکس جهان بین سال‌های ۱۹۶۹ تا ۱۹۷۳ بود. مبارزه‌هایش با محمد علی کلی، بوکسور افسانه‌ای جهان بسیار مشهور شد. این دو، سه بار با یکدیگر مبارزه کردند که یکی از آن‌ها دیدار معروف مانیل در سال ۱۹۷۵ بود.
از او به عنوان یکی از بزرگترین بوکسورهای تاریخ یاد میشود.وی در دوران اوجش بوکسوری بدون رقیب و بی شکست بود. بعد از آنکه دادگاه به محمد علی اجازه‌ی مبارزه نداد فدراسیون جهانی بوکس به ناچار عنوان سنگین وزن  را  از وی گرفت و برای قهرمان جدید جهان بین ۸ نفر اول در  رنکینگ جهانی مبارزه برگزار کرد و جو فریزر و جیمی الیس  به مسابقه‌ی  پایانی راه یافتند  و  در شب  ۱۶ فوریه ۱۹۷۰ جو فریزر با شکست الیس قهرمان جدید جهان نام گرفت. محمد علی در تماسی با مجری تلویزیون اعلام کرد جو فریزر تا وقتی اورا نبرده قهرمان نیست. محمد علی بعد از بازگشت به مبارزات برای باز پس گیری عنوان قهرمانی  مقابل جو فریزر ایستاد ولی شکست خورد جو فریزر عنوان خود را حفظ کرد. . دو سال بعد فریزر  بزرگترین شکستش را مقابل جرج فورمن  تجربه کرد وعنوان  قهرمان سنگین وزن جهان را از دست داد.

## رکورد بوکس حرفه‌ای
| خلاصه بوکس حرفه‌ای |        |        |
| ۳۷ مبارزه         | ۳۲ بُرد | ۴ شکست |
| با ناک‌اوت         | ۲۷     | ۳      |
| با تصمیم داور     | ۵      | ۱      |
| تساوی‌ها           | ۱      | ۱      |

| شماره | نتیجه     | رکورد  | حریف            | ثبت | راند(s), زمان | تاریخ        | محل                                                             | توضیح                                                                       |
| ----- | --------- | ------ | --------------- | --- | ------------- | ------------ | --------------------------------------------------------------- | --------------------------------------------------------------------------- |
| 37    | مساویDraw | 32–4–1 | Floyd Cummings  | MD  | 10            | Dec 3, 1981  | International Amphitheatre, Chicago, Illinois, U.S.             |                                                                             |
| 36    | Loss      | 32–4   | George Foreman  | TKO | 5 (12), 2:26  | Jun 15, 1976 | Nassau Veterans Memorial Coliseum, Hempstead, New York, U.S.    | For NABF heavyweight title                                                  |
| 35    | Loss      | 32–3   | Muhammad Ali    | RTD | 14 (15), 3:00 | Oct 1, 1975  | Philippine Coliseum, Quezon City, Philippines                   | For WBA, WBC, and The Ring heavyweight titles                               |
| 34    | Win       | 32–2   | Jimmy Ellis     | TKO | 9 (12), 0:59  | Mar 2, 1975  | Junction Oval, Melbourne, Australia                             |                                                                             |
| 33    | Win       | 31–2   | Jerry Quarry    | TKO | 5 (10), 1:37  | Jun 17, 1974 | Madison Square Garden, New York City, New York, U.S.            |                                                                             |
| 32    | Loss      | 30–2   | Muhammad Ali    | UD  | 12            | Jan 28, 1974 | Madison Square Garden, New York City, New York, U.S.            | For NABF heavyweight title                                                  |
| 31    | Win       | 30–1   | Joe Bugner      | PTS | 12            | Jul 2, 1973  | Earls Court Exhibition Centre, London, England                  |                                                                             |
| 30    | Loss      | 29–1   | George Foreman  | TKO | 2 (15), 2:26  | Jan 22, 1973 | National Stadium, Kingston, Jamaica                             | Lost WBA, WBC, and The Ring heavyweight titles                              |
| 29    | Win       | 29–0   | Ron Stander     | RTD | 4 (15), 3:00  | May 25, 1972 | Civic Auditorium, Omaha, Nebraska, U.S.                         | Retained WBA, WBC, and The Ring heavyweight titles                          |
| 28    | Win       | 28–0   | Terry Daniels   | TKO | 4 (15), 1:47  | Jan 15, 1972 | Rivergate Auditorium, New Orleans, Louisiana, U.S.              | Retained WBA, WBC, and The Ring heavyweight titles                          |
| 27    | Win       | 27–0   | Muhammad Ali    | UD  | 15            | Mar 8, 1971  | Madison Square Garden, New York City, New York, U.S.            | Retained WBA, WBC, The Ring heavyweight titles                              |
| 26    | Win       | 26–0   | Bob Foster      | KO  | 2 (15), 0:49  | Nov 18, 1970 | Cobo Arena, Detroit, Michigan, U.S.                             | Retained WBA, WBC, and The Ring heavyweight titles                          |
| 25    | Win       | 25–0   | Jimmy Ellis     | RTD | 4 (15)        | Feb 16, 1970 | Madison Square Garden, New York City, New York, U.S.            | Retained NYSAC heavyweight title; Won WBA and vacant WBC heavyweight titles |
| 24    | Win       | 24–0   | Jerry Quarry    | RTD | 7 (15), 3:00  | Jun 23, 1969 | Madison Square Garden, New York City, New York, U.S.            | Retained NYSAC heavyweight title                                            |
| 23    | Win       | 23–0   | Dave Zyglewicz  | KO  | 1 (15), 1:36  | Apr 22, 1969 | Sam Houston Coliseum, Houston, Texas, U.S.                      | Retained NYSAC heavyweight title                                            |
| 22    | Win       | 22–0   | Oscar Bonavena  | UD  | 15            | Dec 10, 1968 | Spectrum, Philadelphia, Pennsylvania, U.S.                      | Retained NYSAC heavyweight title                                            |
| 21    | Win       | 21–0   | Manuel Ramos    | TKO | 2 (15), 3:00  | Jun 24, 1968 | Madison Square Garden, New York City, New York, U.S.            | Retained NYSAC heavyweight title                                            |
| 20    | Win       | 20–0   | Buster Mathis   | TKO | 11 (15), 2:33 | Mar 4, 1968  | Madison Square Garden, New York City, New York, U.S.            | Won vacant NYSAC heavyweight title                                          |
| 19    | Win       | 19–0   | Marion Connor   | TKO | 3 (10), 1:40  | Dec 18, 1967 | Boston Garden, Boston, Massachusetts, U.S.                      |                                                                             |
| 18    | Win       | 18–0   | Tony Doyle      | TKO | 2 (10), 1:04  | Oct 17, 1967 | Spectrum, Philadelphia, Pennsylvania, U.S.                      |                                                                             |
| 17    | Win       | 17–0   | George Chuvalo  | TKO | 4 (10), 0:16  | Jul 19, 1967 | Madison Square Garden, New York City, New York, U.S.            |                                                                             |
| 16    | Win       | 16–0   | George Johnson  | UD  | 10            | May 4, 1967  | Grand Olympic Auditorium, Los Angeles, California, U.S.         |                                                                             |
| 15    | Win       | 15–0   | Jefferson Davis | TKO | 5 (10), 0:48  | Apr 11, 1967 | Auditorium, Miami Beach, Florida, U.S.                          |                                                                             |
| 14    | Win       | 14–0   | Doug Jones      | KO  | 6 (10), 2:28  | Feb 21, 1967 | Convention Hall, Philadelphia, Pennsylvania, U.S.               |                                                                             |
| 13    | Win       | 13–0   | Eddie Machen    | TKO | 10 (10), 0:22 | Nov 21, 1966 | Grand Olympic Auditorium, Los Angeles, California, U.S.         |                                                                             |
| 12    | Win       | 12–0   | Oscar Bonavena  | SD  | 10            | Sep 21, 1966 | Madison Square Garden, New York City, New York, U.S.            |                                                                             |
| 11    | Win       | 11–0   | Billy Daniels   | RTD | 6 (10)        | Jul 25, 1966 | Convention Hall, Philadelphia, Pennsylvania, U.S.               |                                                                             |
| 10    | Win       | 10–0   | Al Jones        | KO  | 1 (10), 2:33  | May 26, 1966 | Grand Olympic Auditorium, Los Angeles, California, U.S.         |                                                                             |
| 9     | Win       | 9–0    | Chuck Leslie    | KO  | 3 (10), 2:47  | May 19, 1966 | Grand Olympic Auditorium, Los Angeles, California, U.S.         |                                                                             |
| 8     | Win       | 8–0    | Don Smith       | KO  | 3 (10), 1:09  | Apr 28, 1966 | Civic Arena, Pittsburgh, Pennsylvania, U.S.                     |                                                                             |
| 7     | Win       | 7–0    | Charley Polite  | TKO | 2 (10), 0:55  | Apr 4, 1966  | Hotel Philadelphia Auditorium, Philadelphia, Pennsylvania, U.S. |                                                                             |
| 6     | Win       | 6–0    | Dick Wipperman  | TKO | 5 (8), 2:58   | Mar 4, 1966  | Madison Square Garden, New York City, New York, U.S.            |                                                                             |
| 5     | Win       | 5–0    | Mel Turnbow     | KO  | 1 (8), 1:41   | Jan 17, 1966 | Convention Hall, Philadelphia, Pennsylvania, U.S.               |                                                                             |
| 4     | Win       | 4–0    | Abe Davis       | KO  | 1 (8), 2:38   | Nov 11, 1965 | Philadelphia Auditorium, Philadelphia, Pennsylvania, U.S.       |                                                                             |
| 3     | Win       | 3–0    | Ray Staples     | TKO | 2 (6), 2:06   | Sep 28, 1965 | Convention Hall, Philadelphia, Pennsylvania, U.S.               |                                                                             |
| 2     | Win       | 2–0    | Mike Bruce      | TKO | 3 (6), 1:39   | Sep 20, 1965 | Convention Hall, Philadelphia, Pennsylvania, U.S.               |                                                                             |
| 1     | Win       | 1–0    | Woody Goss      | TKO | 1 (6), 1:42   | Aug 16, 1965 | Convention Hall, Philadelphia, Pennsylvania, U.S.               |                                                                             |

## زندگی
جو فریزر یکی از یازده فرزند یک خانواده بسیار فقیر بود. در نوجوانی درگیر کارهای خلاف شد اما از هیجده سالگی ورزش مشت زنی را آغاز کرد و به فاصله سه سال مدال طلای این رشته را در المپیک به دست آورد.

از فریزر پرسیدند که آیا به راکی بالبوآ شباهت داشته‌است؛ وی در پاسخ اظهار داشت
 بی‌تردید. من در کشتارگاه کار کرده‌ام و همان کسی هستم که در خیابان‌های فیلادلفیا می‌دوید.

### زندگیِ ورزشی
فریزر که به «اسموکین جو» معروف بود در دوران حرفه‌ای مبارزات خود به استفاده از هوکهای ویران‌کننده دست چپش مشهور بود. هوک چپ عالی فریز جیمی الیس را در مسابقات قهرمانی رشته سنگین وزن در سال ۱۹۷۰ فلج کرد. جیمی الیس بسیار سریع و پرتحرک بود و در راندهای اول جو فریزر را در موضع تدافعی قرار داده بود ولی بالاخره در راند چهارم هوک چپ عالی فریزر او را از پای درآورد.
جو فریزر دو بار به عنوان قهرمانی سنگین وزن جهان دست پیدا کرد تا اینکه در سال ۱۹۷۳ به جورج فورمن باخت. این مسابقه شاید بزرگترین شکست او بود. فقط در راند اول شش بار زیر ضربات جورج فورمن نقش زمین شد تا بالاخره مسابقه در راند دوم به خاطر برتری و ضربات «جورج فورمن» متوقف شد.
فریزر در فیلادلفیا زندگی می‌کرد و در آنجا برای سال‌های بسیاری یک باشگاه مشت‌زنی راه انداخته بود.
فریزر در سال ۱۹۷۶ از دنیای بوکس خداحافظی کرد هرچند که در سال ۱۹۸۱ برای آخرین بار روی رینگ ظاهر شد.

### مبارزه با محمد علی کلی
فریزر در ۸ مارس ۱۹۷۱ در مبارزه‌ای که به «نبرد قرن» شهرت پیدا کرد موفق شد محمد علی کلی را در راند ۱۵ در اسکوئر گاردن شکست دهد. وی در حالی میدان مبارزه را ترک می‌کرد که اولین شکست زندگی کلی را به وی تحمیل کرده بود. مفسران ورزش مشت زنی این مسابقه را بهترین مسابقه جو فریزر می‌دانند که توانست در برابر حریف نیرومند خود تا پایان مقاومت کند. مسابقه‌ای که به گفته جو فریزر او را روانه بیمارستان کرد و مدت‌ها نه می‌توانست راه برود و نه حرف بزند. نبرد قرن از پربیننده‌ترین مسابقه‌های بوکس در تاریخ بود.
نبرد سال ۱۹۷۶ در مانیل، پایتخت فیلیپین سومین و بیرحمانه‌ترین رویارویی بین جو فریزر و محمد علی کلی بود. دو طرف با تمام نیرو و بیرحمی یکدیگر را زیر ضربه گرفتند تا اینکه در پایان راند چهاردهم وقتی که چشمان فریزر دیگر نمی‌دید و بدن او از کار افتاده بود مسابقه قطع شد. سرافکندگی ناشی از این شکست تا پایان زندگی همراه جو فریزر باقی‌ماند. محمد علی کلی پس از آن در خودنوشت نامه‌اش عنوان کرد که چیزی نمانده بود در آن دیدار بمیرد.
با وجود تمام دشمنی‌ها بین دو طرف، جو فریزر در یک برنامه تلویزیونی در بریتانیا در سال ۱۹۷۸ که به مصاحبه در مورد زندگی محمد علی کلی اختصاص داشت شرکت کرد و خطاب به بینندگان گفت: «محمد علی کلی یک قهرمان بزرگ و مردی بسیار دوست داشتنی است.»

### مرگ

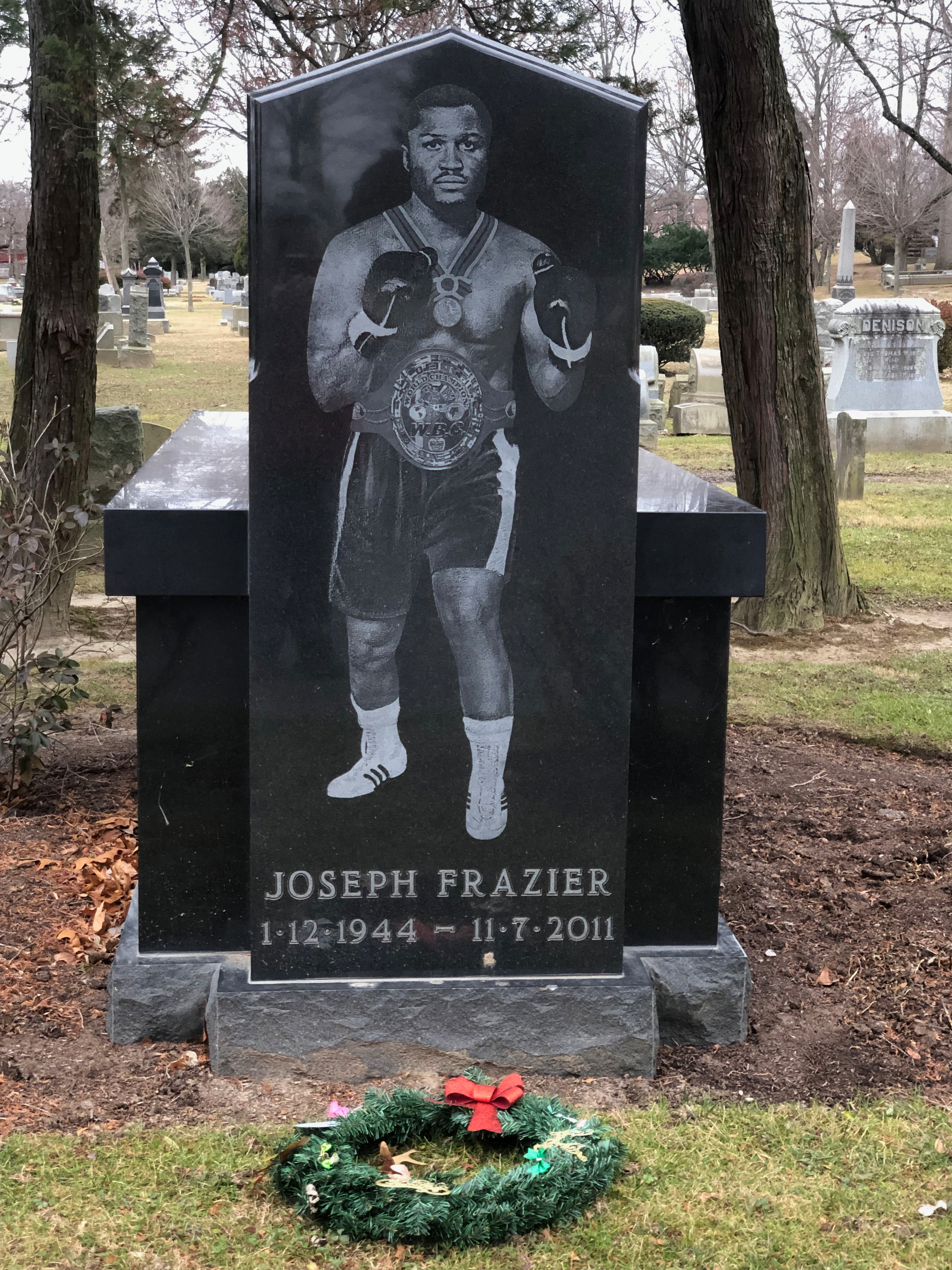
سنگ قبر جو فریزر

جو فریزر در سال ۲۰۱۱ در یکی از آخرین مصاحبه‌های خود گفت: «من می‌خواهم که همه مرا به عنوان یک مرد خوب، مردی اهل خانواده به یاد بسپارند. من همه برادران و خواهران خود را دوست دارم.»
وی دوشنبه شب ۱۶ آبان ۱۳۹۰ در خانه‌اش واقع در شهر فیلادلفیا در ایالت پنسیلوانیا در پی بیماری سرطان کبد درگذشت.